# Waterbug
Waterbug var en svensk musikgrupp med rötterna i Göteborg som spelade pop/rock/indie och bildades 1992. Musiken bär tydliga influenser från band från den amerikanska undergroundscenen vid den tiden, såsom Pavement och Pixies. Bandet släppte totalt tre fullängdsskivor på A West Side Fabrication. Waterbug turnerade flitigt och spelade bland annat på Emmabodafestivalen på 1990-talet. Bandet splittades i början av 2000-talet.

## Medlemmar
- Rickard Nilsson (sång)
- Robert Nilsson (gitarr)
- Anders Rasmusson (gitarr)
- Patrik Hassel (bas)
- Per Hedlund (trummor)

- Björn Magnusson (bas, ersatte P.Hassel 1996)
- Peter Sjöholm (klaviatur, började 1996)

## Diskografi

### Album
- Supercalifragilisticexpialidocious (1995)
- Monday Morning Quarterback (1996)
- In Between Beast and Freak (1998)

### Singlar
- Somewhere Out There (1996)
- Yellow (1996)
- My Friend In N.Y.C. (1998)
- My Only Cousin (1998)

### Samlingsalbum (medverkan)
- Making New Friends (1994)
- The 23 Enigma (1995)
- On The Outskirts Of A Small Town (1995)
- Give Ear! (1996)
- A West Side Fabrication Compilation (1997)
- West Side United (1997)
- Hitta Mitten -98 (1998)
- Remote Star Compilation (1999)
- Scandinavian Indie, Now And Then From A West Side Fabrication (2007)